# Lillehammer Challenger
Il Lillehammer Challenger è stato un torneo professionistico di tennis giocato su campi in terra rossa. Faceva parte dell'ATP Challenger Series. L'unica edizione si è disputata a Lillehammer in Norvegia.

## Albo d'oro

### Singolare
| Anno | Campione    | Finalista      | Punteggio |
| ---- | ----------- | -------------- | --------- |
| 1995 | Andrew Ilie | Christian Ruud | 6–3, 6–2  |

### Doppio
| Anno | Campioni                              | Finalisti                | Punteggio     |
| ---- | ------------------------------------- | ------------------------ | ------------- |
| 1995 | Thomas Johansson Lars-Anders Wahlgren | Andrew Ilie Todd Larkham | 3–6, 6–3, 6–3 |